# Robbinsville (Nueva Jersey)
Robbinsville es un lugar designado por el censo ubicado en el condado de Mercer en el estado estadounidense de Nueva Jersey. En el año 2010 tenía una población de 3.041 habitantes.

## Geografía
Robbinsville se encuentra ubicado en las coordenadas 40°12′52.39″N 74°37′9.56″O / 40.2145528, -74.6193222.